# Zagoričani
Zagoričani ist das höchstgelegene Dorf in der Umgebung der Stadt Livno in Bosnien und Herzegowina. Es liegt 920 Meter über dem Meeresspiegel, acht Kilometer östlich von Livno an der Magistralstraße Richtung Šujica und Kupres. Das Dorf wird erstmals im Jahr 1400 erwähnt.

## Einwohner
Zagoričani wird fast ausschließlich von Kroaten bewohnt.
Einwohnerzahlen nach Jahren:
- 1813: 138
- 1856: 162
- 1864: 191
- 1877: 237
- 1879: 227
- 1885: 273
- 1910: 436
- 1921: 476
- 1935: 654
- 1948: 651
- 1953: 693
- 1961: 753
- 1971: 799
- 1981: 782
- 1991: 702